# Perseu (spion)

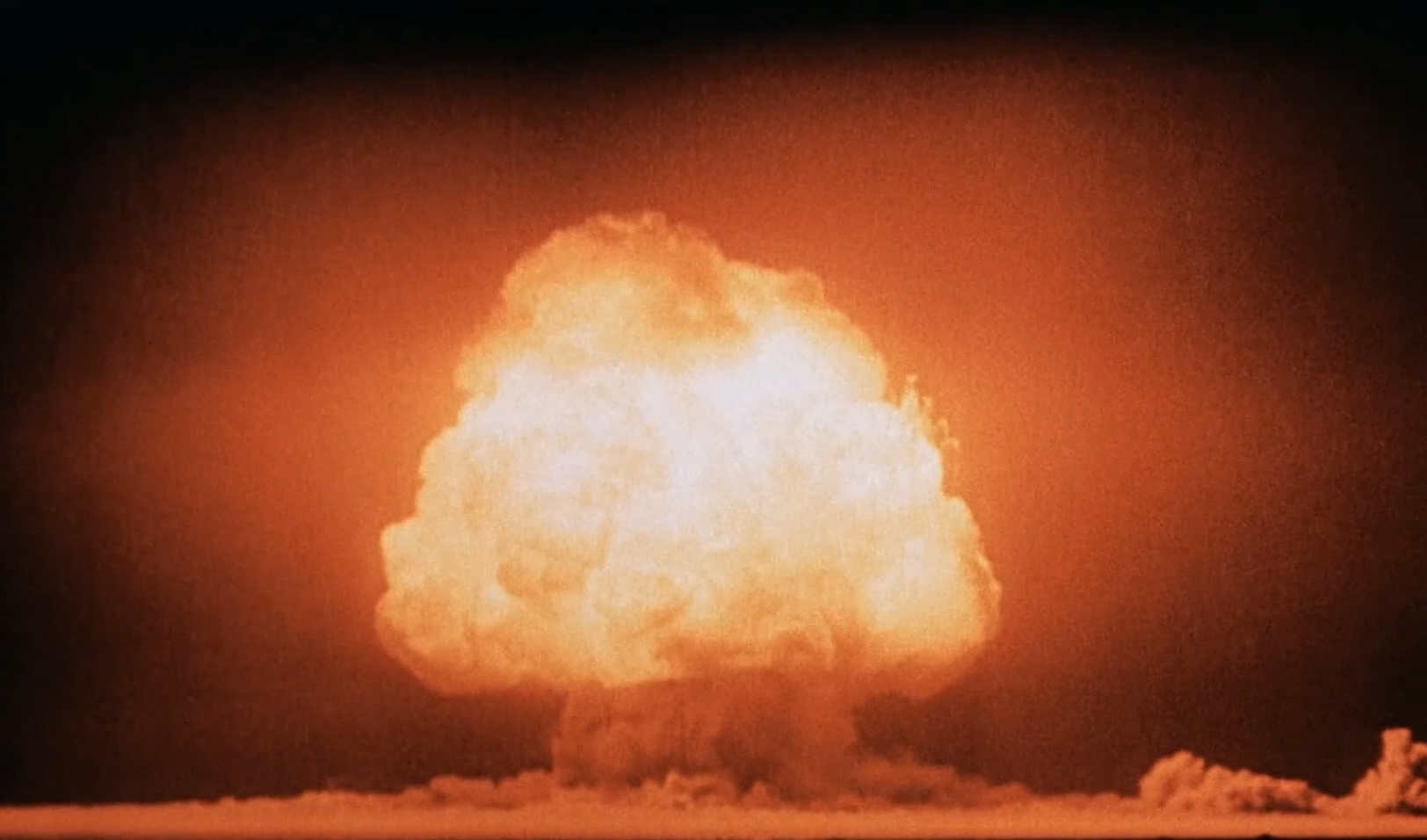
Explozie a testului nuclear Trinity. Dacă ar fi fost real, Perseu ar fi dat informațiilor cruciale despre acest test sovieticilor, potrivit unei surse.

Perseu a fost numele de cod al unui ipotetic spion atomic sovietic care, dacă ar fi real, ar fi încălcat securitatea națională a Statelor Unite prin infiltrarea în Laboratorul Național Los Alamos în timpul dezvoltării Proiectul Manhattan și, în consecință, ar fi fost instrumental pentru sovietici în dezvoltarea armelor nucleare.
Printre cercetătorii subiectului există un anumit consens că Perseu nu a existat niciodată și a fost de fapt o creație de informații sovietice.